# فيصل إيروغلو

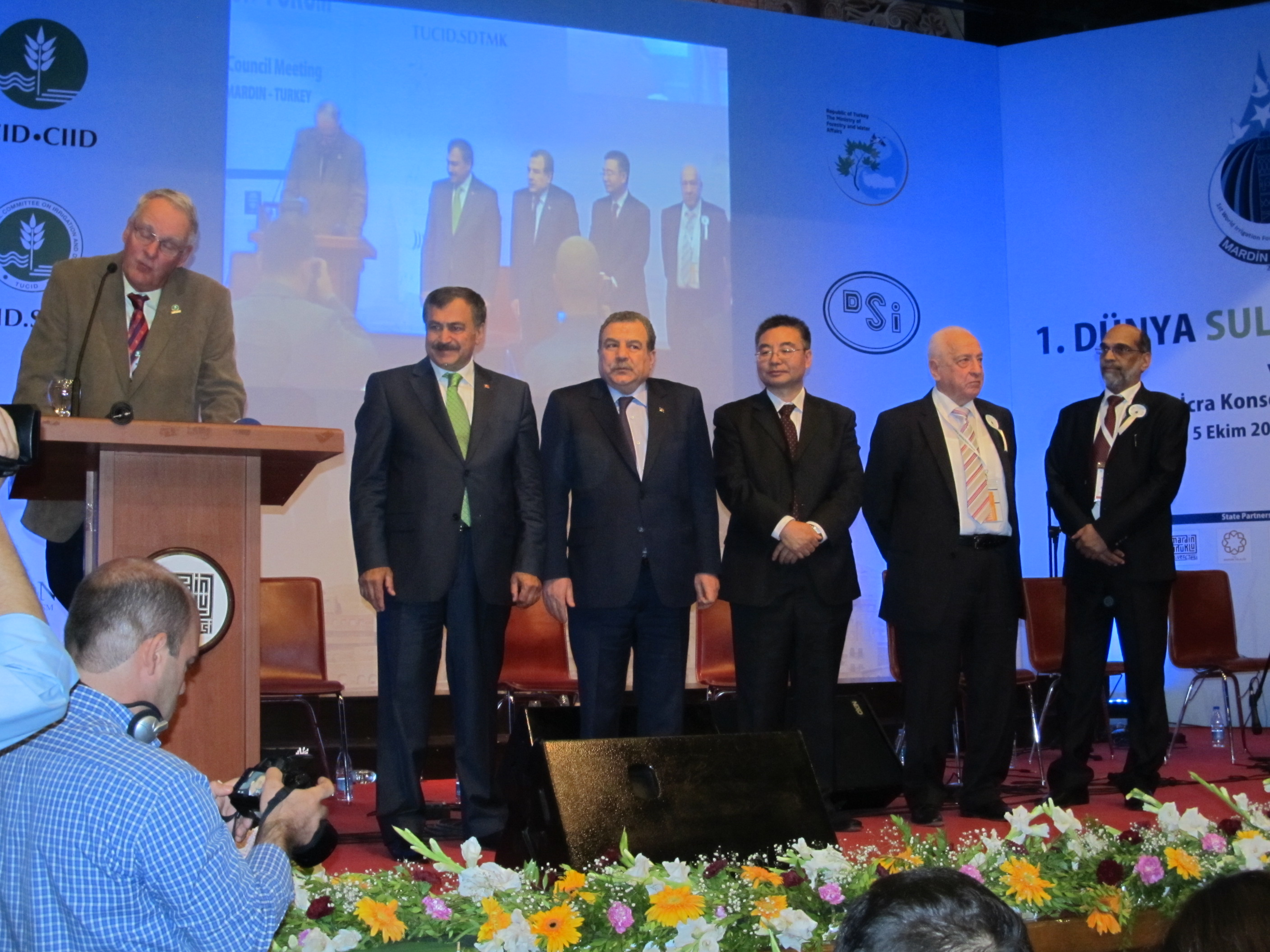
فيسيل إيرواوغلو الاول من اليسار

فيسيل إيرو اغلو (بالتركية: Veysel Eroğlu) (18 اغسطس 1948) سياسي تركي ووزير سابق لشؤون الغابات والمياه. شغل ألمنصب بين عامي 2011 و 2018 في حكومات رجب طيب أردوغان وأحمد داوود أوغلو وبن علي يلدرم. قبل توليه هذا المنصب، شغل منصب وزير البيئة والغابات في حكومة تركيا الستين التي أنشأها أردوغان بين عامي 2007 و 2011.
دخل البرلمان لأول مرة في الانتخابات العامة في تركيا عام 2007 كنائب لحزب العدالة والتنمية عن أفيون قره حصار، وفي الانتخابات العامة التركية 2011، وفي الانتخابات التشريعية عن إزمير في نوفمبر 2015، الانتخابات البرلمانية في يونيو 2018، ودخل البرلمان نائبا عن افيون قره حصار.

## النشأة والوظيفة

### التعليم والعمل الأكاديمي
وُلد فيسيل إيروغلو في 18 أغسطس 1948 في منطقة شوهوت التابعة لأفيون قره حصار. تخرج من مدرسة افيون الثانوية عام 1966 ثم من كلية الهندسة المدنية بجامعة إسطنبول التقنية، وكلية الآداب بجامعة إسطنبول قسم التاريخ.
أجرى إيروغلو بحثًا في دلفت في هولندا، وأصبح أستاذًا مشاركًا في عام 1984 وأستاذًا في جامعة إسطنبول التقنية كلية الهندسة، قسم الهندسة البيئية في عام 1991. أصبح عضو مجلس إدارة في الكلية  ورئيس قسم التكنولوجيا البيئية.

### المديرية العامة لإدارة المياه والصرف الصحي
بعد مسيرته الأكاديمية، بدأ العمل كمدير عام لإدارة المياه والصرف الصحي في إسطنبول في عام 1994.  وعمل في منصبه على إنشاء وإصلاح 600 منشأة، وزاد معدل معالجة مياه الصرف الصحي من 9٪ إلى 90٪، وتم تجديد مرافق المعالجة بالكامل. استقال من منصبه في 11 يناير 1999.  عاد للمنصب في 21 مايو 1999 من تلك السنة. ثم تركه مجددا في 3 أكتوبر 2002.

### المديرية العامة للأشغال الهيدروليكية الحكومية
بدأ إيروغلو عمله كمدير عام لشركة الأشغال الهيدروليكية في 4 فبراير 2003. خلال فترة عمله كمدير عام، أعاد Eroğlu تشغيل الإنشاءات التي توقفت، وافتتح 366 منشأة وأكمل استثمارًا بحوالي 10 مليارات ليرة تركية. ترك منصبه في 30 ديسمبر 2003. واصل عمله كمدير للشركة بين 23 مارس 2004 و 8 مايو 2007.